# Terrence Mann
Terrence Mann (Ashland, 1 de julho de 1953) é um ator, diretor, cantor, compositor e dançarino estadunidense.

## Filmografia

### Televisão
- A Chorus Line (1985)
- Critters (1986)
- Solarbabies (1986)
- Big Top Pee-wee (1988)
- Critters 2: The Main Course (1988)
- Gandahar (1988)
- Stuck with Each Other (1989)
- Critters 3 (1991)
- Bump in the Night (1991)
- The 10 Million Dollar Getaway (1991)
- Critters 4 (1991)
- Beauty and the Beast: The Broadway Musical Comes to L.A. (1995)
- Gargoyles (1996)
- Mrs. Santa Claus (1996)
- True Women (1997)
- A Circle on the Cross (2003)
- The Dresden Files (2007)
- Eavesdrop (2008)
- The Mandala Maker (2009)
- Red Hook (2009)
- 30 Rock (2011)
- Sense8 (2015)

### Teatro
- Barnum (1982)
- Cats (1982)
- Rags (1986)
- Les Misérables (1987)- Javert
- Camelot (1989)[2]
- Jerome Robbins' Broadway (1990)
- Assassins (1990)
- Beauty and the Beast (1994)- Beast
- Getting Away with Murder (1996)
- The Scarlet Pimpernel (1997)
- Cats (2000)
- The Rocky Horror Show (2000)
- Les Misérables (2003)
- Pippin (2004)
- Lennon (2005)
- The 24 Hour Plays 2005 (2005)
- The Best Little Whorehouse in Texas (2006)
- The Addams Family (2009)
- Pippin (2013) - Rei Charles